# Ranunculopsida
 Ranunculopsida  Brongn. – jedna z pięciu klas roślin okrytonasiennych wydzielona w systemie Reveala z lat 1993–1999 w miejscu dwuliściennych (po odkryciu ich parafiletycznego charakteru). W nowszych systemach (system APG I, APG II i APG III) klasy nie są wyróżniane, a rośliny okrytonasienne klasyfikowane są w systemie kladów uporządkowanych z użyciem rang rzędów i rodzin. Zgodnie z aktualną wiedzą taksony skupione przez Reveala w klasie Ranunculopsida są w istocie grupą niemal monofiletyczną, jedynie zaliczone tu w randze rzędu piwoniowce Paeoniales są kladem w obrębie skalnicowców Saxifragales (oznaczony tam w randze rodziny jako piwoniowate Paeoniaceae). Ze względu na bliskie pokrewieństwo pozostałych grup roślin w systemie APG III (2009) zaliczane są one wszystkie w randze rodzin do rzędu jaskrowców Ranunculales.

## Systematyka
Podział klasy w systemie Reveala (1993–1999)
- Podklasa: Ranunculidae Takht. ex Reveal – jaskrowe
  - Nadrząd: Ranunculanae Takht. ex Reveal 	
    - Rząd: Berberidales Dumort. – berberysowce
    - Rząd: Circaeasterales Takht.
    - Rząd: Glaucidiales Takht. ex Reveal
    - Rząd: Lardizabales Loconte in D.W. Taylor & L.J. Hickey – krępieniowce
    - Rząd: Menispermales Bromhead – miesięcznikowce
    - Rząd: Paeoniales Heintze – piwoniowce
    - Rząd: Papaverales Dumort. – makowce
    - Rząd: Ranunculales Dumort. – jaskrowce